# 국립나주박물관
국립나주박물관(國立羅州博物館, Naju National Museum)은 국립중앙박물관의 소속기관이다. 2013년 9월 3일 발족하였으며, 전라남도 나주시 반남면 고분로 747에 위치하고 있다. 관장은 학예연구관으로 보한다.

## 연혁
- 2013년 9월 3일 : 국립나주박물관 설치
- 2013년 11월 22일 : 국립나주박물관 개관

## 시설

### 1층
국립나주박물관 1층에는 카페와 도록이나, 기념품을 판다. 제 1전시실과 기획전시실이 있다.

### 지하1층
국립나주박물관 지하 1층에는 수장전시와 고고학 자료실이 있다. 돋보기로 돌을 관찰할 수 있다.

## 조직

### 관장
- 기획운영과[3]
- 학예연구실[4]

## 소장품

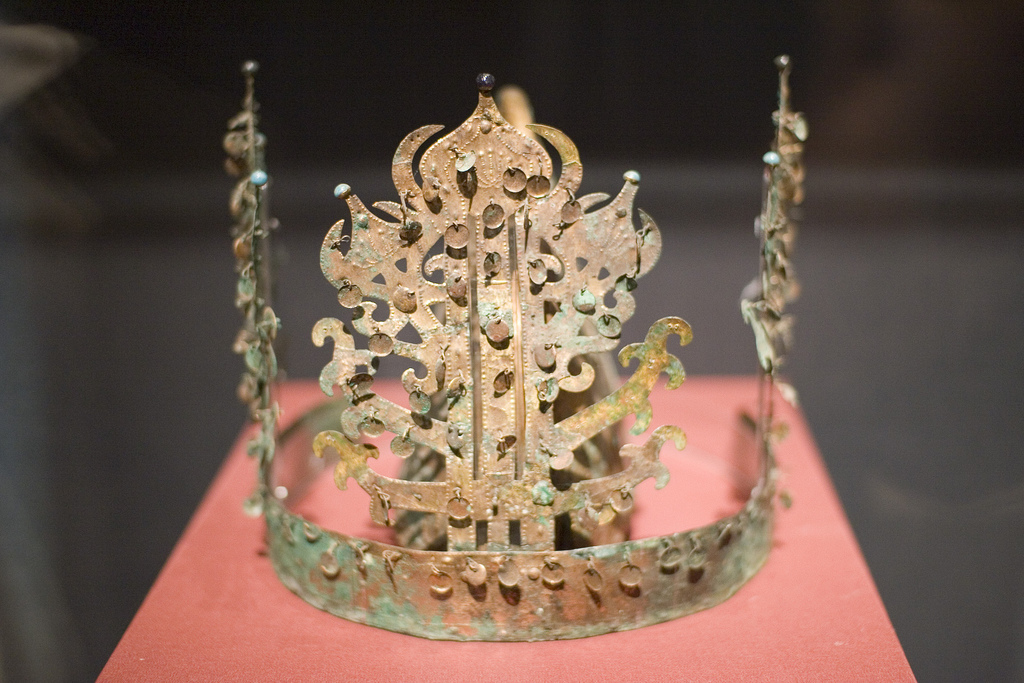
국립나주박물관의 대표 유물인 나주 신촌리 출토 금동관(국보 제 295호)

2016년 12월 31일 기준 소장품 현황은 다음과 같다.
| 금속  | 토제    | 도자기  | 석      | 유리 보석 | 초제 | 나무 | 골각 패갑 | 지 | 피모 | 사직 | 종자 | 기타 | 계       |
| ----- | ------- | ------- | ------- | --------- | ---- | ---- | --------- | -- | ---- | ---- | ---- | ---- | -------- |
| 532건 | 6,541건 | 1,795건 | 1,160건 | 65건      | -    | 14건 | 39건      | -  | -    | -    | 1건  | -    | 10,147건 |
| 692점 | 8,051점 | 1,911점 | 1,231점 | 184점     | -    | 14점 | 39점      | -  | -    | -    | 4점  | -    | 12,126점 |

## 같이 보기
- 대한민국의 박물관과 미술관 목록
- 대한민국의 국립 박물관 목록